# Nati nel 1922/Giugno
| Questa pagina contiene informazioni ricavate automaticamente dalle voci biografiche con l'ausilio del template Bio e di un bot. L'aggiornamento è periodico e automatico e ricostruisce completamente la pagina. Se manca una persona in questa lista, sei pregato di non aggiungerla, ma accertati piuttosto che la sua voce biografica contenga il template Bio e che i dati anagrafici siano correttamente compilati. Se il template Bio manca, inseriscilo tu stesso o, in alternativa, metti l'avviso {{tmp\|Bio}} che ne segnala la mancanza. Se i dati riportati sono sbagliati, correggi direttamente la voce biografica; le modifiche saranno visibili in questa lista entro pochi giorni. Per chiarimenti vedi il progetto biografie. La lista contiene solo le 156 persone che sono citate nell'enciclopedia e per le quali è stato implementato correttamente il template Bio. Pagina aggiornata al 2 ago 2025. |

- 1º giugno - Joan Caulfield, attrice statunitense († 1991)
- 1º giugno - Joan Copeland, attrice e doppiatrice statunitense († 2022)
- 1º giugno - Luis Gamonal Gago, calciatore e allenatore di calcio spagnolo († 1981)
- 1º giugno - Lucio Libertini, politico italiano († 1993)
- 1º giugno - Lala Abdul Rashid, hockeista su prato pakistano († 1988)
- 1º giugno - Antonio Stagnoli, pittore e incisore italiano († 2015)
- 1º giugno - Dino Valdi, attore italiano († 2003)
- 2 giugno - Juan Antonio Bardem, regista cinematografico spagnolo († 2002)
- 2 giugno - Lorenzo Cappelli, politico italiano († 2015)
- 2 giugno - Eddie Donovan, allenatore di pallacanestro e dirigente sportivo statunitense († 2001)
- 2 giugno - Clair Patterson, chimico statunitense († 1995)
- 2 giugno - Mario Rossi, generale italiano († 2017)
- 3 giugno - Remo Bianco, pittore e scultore italiano († 1988)
- 3 giugno - Alain Resnais, regista francese († 2014)
- 4 giugno - Gale Bishop, cestista e allenatore di pallacanestro statunitense († 2003)
- 4 giugno - Umberto Raho, attore italiano († 2016)
- 5 giugno - John Gatenby Bolton, astronomo britannico († 1993)
- 5 giugno - Juan Calichio, calciatore argentino
- 5 giugno - Ruggero Giovannini, fumettista, illustratore e pittore italiano († 1983)
- 5 giugno - Evaristo Malavasi, calciatore e allenatore di calcio italiano († 2002)
- 5 giugno - Robert Ouédraogo, presbitero e musicista burkinabé († 2002)
- 5 giugno - Clemente Riva, vescovo cattolico italiano († 1999)
- 5 giugno - Emo Roffi, allenatore di calcio e calciatore italiano († 2005)
- 5 giugno - Claudio Ruffini, attore e stuntman italiano († 1981)
- 5 giugno - Sheila Sim, attrice britannica († 2016)
- 6 giugno - Iain Hamilton, compositore scozzese († 2000)
- 6 giugno - Donald Keene, saggista, traduttore e iamatologo statunitense († 2019)
- 6 giugno - Pietro Lombardi, lottatore italiano († 2011)
- 6 giugno - Ebbe Parsner, canottiere danese († 2013)
- 7 giugno - Gabriella Bosco, politica italiana († 2011)
- 7 giugno - Kurt Ehrmann, calciatore tedesco († 2013)
- 7 giugno - Jacques Lataste, schermidore francese († 2011)
- 7 giugno - Bob Martin, cantante austriaco († 1998)
- 7 giugno - Renato Scognamiglio, giurista italiano († 2020)
- 8 giugno - Ernst Gisel, architetto svizzero († 2021)
- 8 giugno - Luigi Nicolò, partigiano italiano († 1944)
- 8 giugno - Georges Roland, astronomo e tennistavolista belga († 1991)
- 9 giugno - George Axelrod, sceneggiatore, regista e drammaturgo statunitense († 2003)
- 9 giugno - Balduin Baas, attore tedesco († 2006)
- 9 giugno - Hein Eersel, linguista e politico surinamese († 2022)
- 9 giugno - Adriana Fabbri Seroni, giornalista italiana († 1984)
- 9 giugno - Flavio Maneo, calciatore italiano
- 9 giugno - Sven-Ove Svensson, calciatore svedese († 1986)
- 9 giugno - Angela Vinay, bibliotecaria italiana († 1990)
- 10 giugno - Judy Garland, attrice e cantante statunitense († 1969)
- 10 giugno - Angela e Luciana Giussani, fumettista, editrice e modella italiana († 1987)
- 10 giugno - Ann-Britt Leyman, velocista e lunghista svedese († 2013)
- 10 giugno - Rose Mofford, politica statunitense († 2016)
- 10 giugno - Elisa Pegreffi, violinista italiana († 2016)
- 10 giugno - Adolf Verschueren, ciclista su strada e pistard belga († 2004)
- 10 giugno - Haim Zafrani, storico marocchino († 2004)
- 10 giugno - Pietro Zerbi, storico e presbitero italiano († 2008)
- 11 giugno - Alberto Bovone, cardinale e arcivescovo cattolico italiano († 1998)
- 11 giugno - John Bromfield, attore statunitense († 2005)
- 11 giugno - Giuseppe Cellai, calciatore italiano († 1978)
- 11 giugno - Erving Goffman, sociologo canadese († 1982)
- 11 giugno - Michael Cacoyannis, regista cipriota († 2011)
- 11 giugno - Gino Sartor, partigiano e politico italiano († 1994)
- 12 giugno - Günter Behnisch, architetto tedesco († 2010)
- 12 giugno - Margherita Hack, astrofisica, divulgatrice scientifica e attivista italiana († 2013)
- 12 giugno - Antonino Macaluso, politico italiano († 2018)
- 12 giugno - Rino Salviati, cantante italiano († 2016)
- 12 giugno - Iorio Vivarelli, scultore italiano († 2008)
- 13 giugno - Erich Abram, alpinista italiano († 2017)
- 13 giugno - Maurice Diot, ciclista su strada francese († 1972)
- 13 giugno - Vittorio Emanuele Marzotto, imprenditore e politico italiano († 1999)
- 13 giugno - Guido Quazza, storico italiano († 1996)
- 13 giugno - Italo Rebuzzi, calciatore italiano († 2015)
- 13 giugno - Jean Stengers, storico belga († 2002)
- 14 giugno - George Barris, fotografo statunitense († 2016)
- 14 giugno - K. Asif, regista, sceneggiatore e produttore cinematografico indiano († 1971)
- 14 giugno - Kevin Roche, architetto irlandese († 2019)
- 14 giugno - Ugo Tristani, sceneggiatore italiano († 1977)
- 15 giugno - Elio Apih, storico italiano († 2005)
- 15 giugno - Jaki Byard, pianista, sassofonista e compositore statunitense († 1999)
- 15 giugno - Renato Del Din, militare e partigiano italiano († 1944)
- 15 giugno - Walter George Dürst, sceneggiatore, autore televisivo e regista brasiliano († 1997)
- 15 giugno - Domenico Grosso, ginnasta italiano († 2005)
- 15 giugno - Raymond L. Knight, militare e aviatore statunitense († 1945)
- 15 giugno - Ilmar Kullam, cestista sovietico († 2011)
- 15 giugno - Arthur Thompson, calciatore inglese († 1996)
- 15 giugno - Mo Udall, politico e cestista statunitense († 1998)
- 16 giugno - Armando Fagarazzi, cestista italiano († 1993)
- 16 giugno - Amalia Lydia Lalli, partigiana italiana († 1945)
- 16 giugno - John Mahnken, cestista statunitense († 2000)
- 16 giugno - Wayne Mixson, politico statunitense († 2020)
- 16 giugno - Frances Rafferty, attrice statunitense († 2004)
- 16 giugno - Rinus Terlouw, calciatore olandese († 2002)
- 17 giugno - Jacopo Castelfranchi, imprenditore e dirigente sportivo italiano († 2017)
- 17 giugno - Jerry Fielding, compositore statunitense († 1980)
- 17 giugno - Renato Raccis, calciatore italiano († 1979)
- 18 giugno - Marcello Bernardi, pediatra, pedagogista e saggista italiano († 2001)
- 18 giugno - Mike Bytzura, cestista statunitense († 1989)
- 18 giugno - Henri Chopin, poeta e artista francese († 2008)
- 18 giugno - Žamila Kolonomos, scrittrice macedone († 2013)
- 18 giugno - Rolando Rossi, allenatore di calcio e calciatore italiano († 2017)
- 19 giugno - Jacek Arlet, cestista polacco († 2011)
- 19 giugno - Isa Bellini, attrice, doppiatrice e cantante italiana († 2021)
- 19 giugno - Aage Niels Bohr, fisico danese († 2009)
- 19 giugno - Jimmy Darden, cestista e allenatore di pallacanestro statunitense († 1994)
- 19 giugno - Bruno De Lazzari, calciatore italiano
- 19 giugno - Raymond Robert Forster, aracnologo e entomologo neozelandese († 2000)
- 19 giugno - Hank Herring, pugile statunitense († 1999)
- 19 giugno - Arturo Mezzedimi, architetto italiano († 2010)
- 19 giugno - Whitey Von Nieda, cestista e allenatore di pallacanestro statunitense († 2023)
- 20 giugno - Clarrie Jordan, calciatore inglese († 1992)
- 20 giugno - Cristanziano Serricchio, poeta e scrittore italiano († 2012)
- 21 giugno - Orazio Bobbi, scultore italiano († 2018)
- 21 giugno - Maria Luisa Fagioli, scrittrice e traduttrice italiana († 1998)
- 21 giugno - Joseph Ki-Zerbo, politico e storico burkinabé († 2006)
- 21 giugno - Joannes Gerardus ter Schure, vescovo cattolico olandese († 2003)
- 22 giugno - Raffaello de Banfield, compositore italiano († 2008)
- 22 giugno - Rosario Bentivegna, partigiano italiano († 2012)
- 22 giugno - Bill Blass, stilista statunitense († 2002)
- 22 giugno - Osvaldo Fattori, allenatore di calcio e calciatore italiano († 2017)
- 22 giugno - Bob Gantt, cestista statunitense († 1994)
- 22 giugno - Ahmed Reda Guedira, politico marocchino († 1995)
- 22 giugno - Jack Keller, cestista statunitense († 2012)
- 22 giugno - Pablo Sándiford, cestista ecuadoriano († 1992)
- 23 giugno - Ivo Curtini, pallanuotista jugoslavo († 1990)
- 23 giugno - Keve Hjelm, attore e regista svedese († 2004)
- 23 giugno - Morris R. Jeppson, militare statunitense († 2010)
- 23 giugno - Esther M. Conwell, fisica e chimica statunitense († 2014)
- 23 giugno - Rajagopala Tondaiman, indiano († 1997)
- 24 giugno - Manny Albam, sassofonista, compositore e produttore discografico statunitense († 2001)
- 24 giugno - Jack Carter, attore e comico statunitense († 2015)
- 24 giugno - Tata Giacobetti, cantante, contrabbassista e paroliere italiano († 1988)
- 24 giugno - Jerome Kilty, attore e drammaturgo statunitense († 2012)
- 24 giugno - Carlo Nangeroni, pittore e scenografo statunitense († 2018)
- 24 giugno - Giovanni Oman, linguista italiano († 2007)
- 24 giugno - José Adolfo Rodríguez, calciatore argentino
- 24 giugno - Anneliese Römer, attrice e doppiatrice tedesca († 2003)
- 25 giugno - Vittorio Bergamo, calciatore e allenatore di calcio italiano († 2011)
- 25 giugno - Jean Desclaux, rugbista a 15, allenatore di rugby a 15 e dirigente sportivo francese († 2006)
- 26 giugno - Chairil Anwar, poeta e scrittore indonesiano († 1949)
- 26 giugno - Enzo Apicella, fumettista, designer e pittore italiano († 2018)
- 26 giugno - Eleanor Parker, attrice statunitense († 2013)
- 26 giugno - Dick Smith, truccatore statunitense († 2014)
- 26 giugno - Giorgio Tupini, politico e dirigente d'azienda italiano († 2021)
- 26 giugno - Oscar Vicich, calciatore italiano († 1994)
- 27 giugno - Roberto Bertea, attore e doppiatore italiano († 1985)
- 27 giugno - Knut Osnes, allenatore di calcio e calciatore norvegese († 2015)
- 27 giugno - Tristano Pangaro, calciatore italiano († 2004)
- 27 giugno - Richard Albert Vollenweider, ecologo svizzero († 2007)
- 27 giugno - George Walker, cantante, compositore e arrangiatore statunitense († 2018)
- 28 giugno - Dean Benedetti, sassofonista e compositore statunitense († 1957)
- 28 giugno - Mauro Bolognini, regista e sceneggiatore italiano († 2001)
- 28 giugno - Lloyd LaBeach, velocista panamense († 1999)
- 28 giugno - Giambattista Mancuso, partigiano italiano († 1944)
- 29 giugno - Ralph Burns, pianista, arrangiatore e compositore statunitense († 2001)
- 29 giugno - Demétrio Domingos Carrilho, calciatore portoghese († 1989)
- 29 giugno - Paul Flora, artista e illustratore italiano († 2009)
- 30 giugno - Eugenio Cestari, calciatore italiano
- 30 giugno - Vladimir Družnikov, attore sovietico († 1994)
- 30 giugno - Gene Ollrich, cestista statunitense († 2008)
- 30 giugno - Furio Scarpellini, calciatore e allenatore di calcio italiano († 2011)